# كاورو موروتا
كاورو موروتا (茂呂田かおる موروتا كاورو) هي مؤدية اصوات يابانية ولدت في 26 سبتمبر 1971 في محافظة أوساكا.

## أدوارها في الأنمي

### مسلسلات أنمي تلفزيونية
- بليتش - ميزوهو أسانو
- سلسلة "مونوغاتاري" الموسم الثاني - والدة مايوي هاتشيكوجي
- إينوياشا - شريكة هيتين
- سايوكي - هاكوريو, ليلين
- كيشين هوكو ديمونبين - تشياكي
- توريكو - تسورارا ماما

### أفلام أنمي
- أنت رهن الإعتقال - أياني هاياشي
- سايوكي Requiem - ليلين

## وصلات خارجية
- كاورو موروتا على موقع IMDb (الإنجليزية)
- كاورو موروتا على موقع قاعدة بيانات الفيلم (الإنجليزية)
- كاورو موروتا على موقع ANN person (الإنجليزية)